# Moderne vijfkamp op de Olympische Zomerspelen 1932
De moderne vijfkamp is een van de sporten die beoefend werden tijdens de Olympische Zomerspelen 1932 in Los Angeles.

## Heren

### Individueel
| rang   | sporter                    | land | Paardensport | Schermen | Schieten | Zwemmen | Atletiek | totaal |
| ------ | -------------------------- | ---- | ------------ | -------- | -------- | ------- | -------- | ------ |
| Goud   | Johan Oxenstierna          | SWE  | 4            | 14.0     | 2        | 5       | 7        | 32.0   |
| Zilver | Bo Lindman                 | SWE  | 1            | 2.5      | 19       | 9       | 4        | 35.5   |
| Brons  | Richard Mayo               | USA  | 2            | 4.5      | 1        | 14      | 17       | 38.5   |
| 4      | Sven Thofelt               | SWE  | 15           | 1.0      | 9        | 1       | 13       | 39.0   |
| 5      | Willi Remer                | GER  | 12           | 10.0     | 4        | 13      | 8        | 47.0   |
| 6      | Conrad Miersch             | GER  | 10           | 10.0     | 5        | 17      | 6        | 48.0   |
| 7      | Elemér Somfay              | HUN  | 20           | 4.5      | 6        | 12      | 10       | 52.5   |
| 8      | Charles Percy Digby Legard | GBR  | 6            | 18.0     | 10       | 18      | 1        | 53.0   |